# Jazne
Jazne so naselje v Občini Cerkno.